# Cambridge Bay
Cambridge Bay (en inuinnaqtun: Iqaluktuuttiaq, silabario inuktitut: ᐃᖃᓗᒃᑑᑦᑎᐊᖅ) es una aldea canadiense ubicada en la isla Victoria, región de Kitikmeot, en Nunavut. En idioma inglés debe su nombre a Adolfo de Cambridge.
El censo canadiense de 2006 registró 1 477 habitantes, de los cuales 1 147 fueron registrados como población urbana.
Cambridge Bay es la parada más grande para barcos de pasajeros y de investigación que atraviesan el paso del Noroeste del océano Ártico, una zona en disputa que el Gobierno de Canadá afirma que son aguas internas canadienses, mientras que otras naciones declaran que son aguas territoriales suyas o aguas internacionales.